# Mistrovství Československa v atletice 1971
Mistrovství Československa mužů a žen v atletice 1971 v kategoriích mužů a žen se konalo v sobotu 4. září a v neděli 5. září v Praze na tartanové dráze a zúčastnilo se ho 575 československých atletů a atletek. Boje sledovalo celkem 20 000 diváků a v hledišti byl i tehdejší pražský primátor. Medaile předávali bývalí výborní atleti, jako např. Jiří Lanský, Anna Chmelková, apod. Na mistrovství bylo už možné plnit limity pro Letní olympijské hry 1972.
Zúčastnila téměř celá československá špička, včetně čerstvých držitelů medailí z Mistrovství Evropy v atletice 1971 v Helsinkách (Ludvík Daněk, Ladislav Kříž, Juraj Demeč, Jiří Kynos, Luděk Bohman, Dušan Moravčík, Lubomír Nádeníček). Ve výsledkové listině najdeme i další známé osobnosti, jako jsou např. Helena Fibingerová, Jaroslav Brabec a Jarmila Nygrýnová.

## Překonané rekordy
Překonané československé rekordy na mistrovství Československa v atletice v roce 1971:
- Roman Moravec na mistrovství překonal československý rekord ve skoku do výšky výkonem 220 cm.
- Jiří Vyčichlo skočil v trojskoku 16,59 m, ale tento výkon nemohl být uznán jako rekord kvůli nedovolené rychlosti větru.

### Muži
| Soutěž                          | Zlato                                                                         | Stříbro                                                                   | Bronz                                                                          |
| 100 m                           | Luděk Bohman 10,3                                                             | Petr Utěkal 10,5                                                          | Juraj Demeč 10,5                                                               |
| 200 m                           | Luděk Bohman 20,9                                                             | Ladislav Kříž 21,0                                                        | Jiří Kynos 21,0                                                                |
| 400 m                           | Miroslav Tulis 46,8                                                           | Josef Hegyes 46,9                                                         | Karel Kučera 47,6                                                              |
| 800 m                           | Jozef Plachý 1:49,3                                                           | Jozef Samborský 1:50,3                                                    | Tomáš Jungwirth 1:50,8                                                         |
| 1500 m                          | Pavel Pěnkava 3:46,4                                                          | Ivan Kováč 3:47,2                                                         | Vladimír Duda 3:47,7                                                           |
| 5000 m                          | Stanislav Hoffman 14:13,6                                                     | Jiří Stehlík 14:18,8                                                      | Stanislav Petr 14:26,4                                                         |
| 10 000 m                        | Josef Jánský 29:30,8                                                          | Miroslav Vítkovič 29:38,8                                                 | Peter Suchán 30:00,4                                                           |
| 110 m př.                       | Lubomír Nádeníček 13,8                                                        | Miroslav Rosa 14,1                                                        | Petr Čech 14,2                                                                 |
| 400 m př.                       | Ivan Daniš 51,2                                                               | Ladislav Kárský 51,3                                                      | Miroslav Štěpánek 52,4                                                         |
| 3000 m př.                      | Dušan Moravčík 8:39,4                                                         | Róbert Molnár 8:46,6                                                      | Petr Havel 8:46,8                                                              |
| 4 x 100 m                       | Otakar Wild Milan Hirsch Josef Čeliš Luděk Bohman Slavia Praha 40.6           | Václav Fišer Juraj Demeč Jiří Kynos Jan Slanina Dukla Praha 40.6          | Miroslav Hutter Jaroslav Matoušek Václav Šprdlík Jaroslav Brož RH Praha 41.3   |
| 4 x 400 m                       | Ladislav Kárský Ivan Daniš Miroslav Kodejš Miroslav Tulis Sparta Praha 3:13.1 | Jiří Ryba Jan Sychra Štěpán Antalovský Jan Petrlík Slavia VŠ Praha 3:17.5 | Miloslav Pink Ladislav Král Miroslav Rantoš Jaroslav Lhoták Dukla Praha 3:18.0 |
| Skok do výšky                   | Roman Moravec 220 cm                                                          | Jaroslav Alexa 216 cm                                                     | Rudolf Baudis 210 cm                                                           |
| Skok o tyči                     | Rudolf Tomášek 490 cm                                                         | Karel Jelínek 490 cm                                                      | Zdeněk Lhotský 480 cm                                                          |
| Skok daleký                     | Jaroslav Brož 775 cm                                                          | Václav Schmied 746 cm                                                     | Miroslav Hutter 737 cm                                                         |
| Trojskok                        | Jiří Vyčichlo 16,59 m                                                         | Václav Fišer 16,48 m                                                      | Jan Broda 16,42 m                                                              |
| Vrh koulí                       | Jaroslav Brabec 18,99 m                                                       | Miroslav Janoušek 18,72 m                                                 | Jaroslav Šmíd 18,22 m                                                          |
| Hod diskem                      | Ludvík Daněk 61,82 m                                                          | Jaroslav Vidrna 56,68 m                                                   | Petr Macák 53,62 m                                                             |
| Hod kladivem                    | Josef Hájek 62,14 m                                                           | Antonín Kříž 62,10 m                                                      | Jaroslav Charvát 61,26 m                                                       |
| Hod oštěpem                     | Miloš Vojtek 74,54 m                                                          | Jan Bartek 73,38 m                                                        | Ondřej Hunčík 73,18 m                                                          |
| Desetiboj                       | Petr Krátký 7385 bodů                                                         | Luděk Pernica 7309 bodů                                                   | Jan Neckář 6923 bodů                                                           |
| 50 km chůze Poděbrady 18.7.1971 | Alexander Bílek 4:23:36.0                                                     | Josef Macek 4:29:54.0                                                     | Vladimír Kánský 4:32:39.0                                                      |

### Ženy
| Soutěž        | Zlato                                                                                 | Stříbro                                                                                   | Bronz                                                                                         |
| 100 m         | Jitka Birmbaumová 11,6                                                                | Vlasta Seifertová 11,7                                                                    | Eva Glesková 11,8                                                                             |
| 200 m         | Vlasta Seifertová 24,1                                                                | Marta Olbrichová 24,4                                                                     | Libuše Macounová 24,4                                                                         |
| 400 m         | Libuše Macounová 54,5                                                                 | Jozefína Čerchlanová 55,7                                                                 | Marie Kejnarová 55,8                                                                          |
| 800 m         | Jaroslava Jehličková 2:07,7                                                           | Marie Otová 2:09,0                                                                        | Miroslava Margoldová 2:09,7                                                                   |
| 1500 m        | Jaroslava Jehličková 4:26,3                                                           | Emília Přivřelová 4:28,3                                                                  | Zdena Krčmářová 4:33,5                                                                        |
| 100 m př.     | Věra Slavičová 13,9                                                                   | Milena Piáčková 14,3                                                                      | Jitka Birmbaumová 14,3                                                                        |
| 4 x 100 m     | Slavěna Procházková Eva Putnová Alena Vozáková Kamila Kučerová Zbrojovka Brno 48.1    | Hana Jandová Naděžda Říhová Simona Jahodová Libuše Macounová Spartak Ústí n/L 48.3        | Jindra Kociánová Libuše Suchánková Miluše Lásková Věra Pařízková Slavia Brandýs n/L 48.4      |
| 4 x 400 m     | Miluše Polanská Marie Paříková Vlasta Seifertová Jaroslava Jehličková RH Praha 3:51.0 | Dagmar Srnová Dobroslava Žáková Jindřiška Červená Jarmila Hradecká Slavia VŠ Praha 3:54.4 | Jindra Kociánová Helena Nerudová Libuše Svatošová Libuše Suchánková Slavia Brandýs n/L 3:54.7 |
| Skok do výšky | Alena Prosková 183 cm                                                                 | Miloslava Hübnerová 183 cm                                                                | Milada Karbanová 180 cm                                                                       |
| Skok daleký   | Miroslava Březíková 634 cm                                                            | Jarmila Nygrýnová 617 cm                                                                  | Mária Devínska 613 cm                                                                         |
| Vrh koulí     | Helena Fibingerová 16,14 m                                                            | Vladimíra Srbová 14,69 m                                                                  | Ludmila Duchoňová 14,40 m                                                                     |
| Hod diskem    | Helena Vyhnalová 52,10 m                                                              | Marie Šimánková 50,52 m                                                                   | Vladimíra Srbová 50,52 m                                                                      |
| Hod oštěpem   | Jana Linková 49,98 m                                                                  | Olga Jiráňová 49,08 m                                                                     | Marie Lapanová 45,60 m                                                                        |
| Pětiboj       | Miroslava Březíková 4714 bodů                                                         | Jiřina Borešová 4313 bodů                                                                 | Anna Ihringová 4304 bodů                                                                      |